# David Mayebi
David Mayebi, né le 10 novembre 1954 à Nyokon (Makénéné), et mort le 15 mai 2016, est un joueur et dirigeant de football camerounais. 
Il est le père de Joslain Mayebi, devenu à son tour footballeur professionnel.

## Carrière
Mayebi réalise une carrière de footballeur au poste de milieu de terrain. Il débute à l'Éclair de Douala et connaît un grand succès à l'Union sportive de Douala, avec laquelle il remporte le championnat et la coupe du Cameroun, mais surtout la Coupe des clubs champions africains en 1979 et la Coupe d'Afrique des vainqueurs de coupe en 1981. Il est aussi appelé en équipe du Cameroun mais il manque la Coupe du monde de 1982 à cause d'une blessure.
Il devient ensuite entraîneur. Il remporte avec l'Union sportive de Douala une nouvelle coupe du Cameroun en 1985. Il crée et dirige un syndicat des entraîneurs camerounais, puis des joueurs, à partir de 1995, le Synafoc.
Il devient dirigeant de club, puis intègre la fédération camerounaise dont il devient vice-président,. En 2005 il intègre le comité executif de la FIFPro, fédération internationale des footballeurs.
Mayebi est décoré à deux reprises pour son œuvre dans le football camerounais : il est fait Chevalier puis Commandeur de l’Ordre national de la Valeur.